# 咄曷

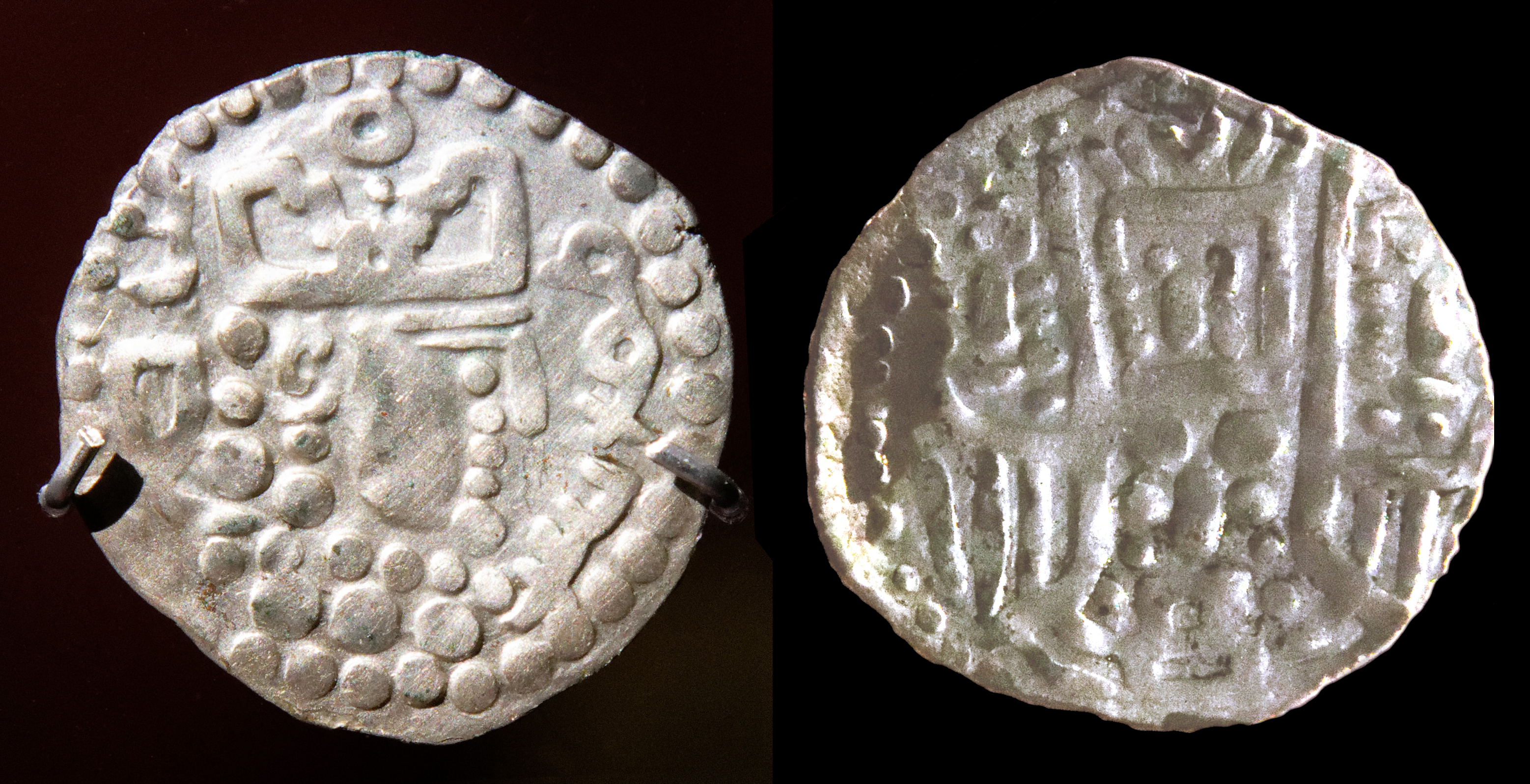
咄曷的铸币

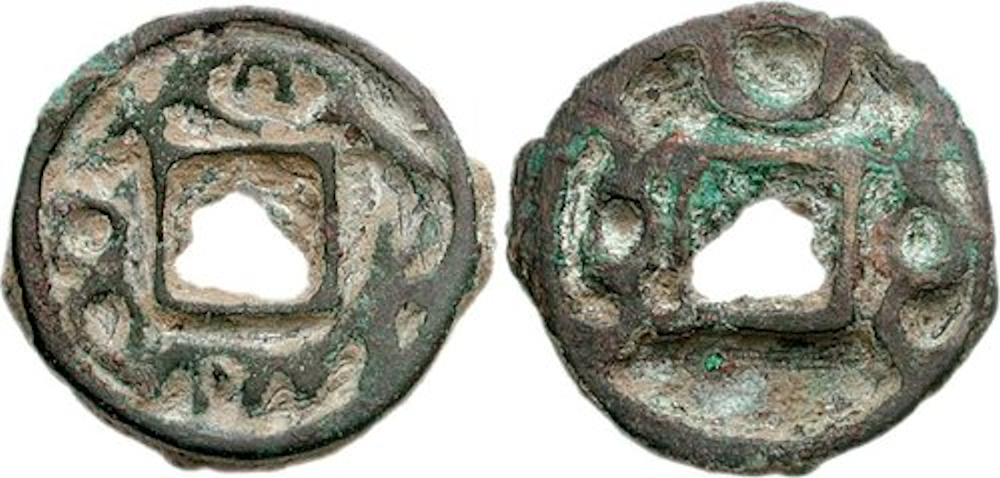
咄曷的铸币

咄曷，是8世纪中亚粟特人领袖，穆斯林征服河中地区之前的康国（撒马尔罕）最后的国王（伊赫什德），其父乌勒伽。731年，乌勒伽申请唐玄宗任命他为曹国（劫布呾那）王，739年乌勒伽死后，咄曷成为康国君主，直到约755年或757年，阿拉伯人完全控制河中地区。
咄曷按照传统以自己的名字铸造货币，他是最后一个铸币的伊赫什德。他的许多铸币都是在喷赤干发行的。
744年，中国唐朝封咄曷为钦化王，其母可敦封为郡夫人。752年、754年，咄曷遣使到中国朝贡。阿拉伯帝国建立阿拔斯王朝后，粟特人不得不改信伊斯兰教。